# یوهان نیکلاوس فرکل
یوهان نیکلاوس فُرکِل (به آلمانی: Johann Nikolaus Forkel) (زادهٔ ۲۲ فوریهٔ ۱۷۴۹ – درگذشتهٔ ۲۰ مارس ۱۸۱۸) آهنگساز دورهٔ کلاسیک، موسیقی‌شناس، و نظریه‌پرداز موسیقی اهل آلمان بود.